# Anloga District
Koordinaten: 5° 47′ N, 0° 54′ O
Der Anloga District ist einer der 18 Distrikte der Volta Region im Osten Ghanas. Der Distrikt hatte im Jahr 2021 94.895 Einwohner auf einer Gesamtfläche von 322 Quadratkilometern.

## Geographie
Der Distrikt liegt am Golf von Guinea zwischen der Voltamündung und der Keta Lagune und wird vom Ada East District der Greater Accra Region, dem South Tongu District und dem Keta Municipal District begrenzt. Anloga liegt vollständig im Ramsar-Gebiet Keta Lagoon Complex.